# Atletismo nos Jogos Olímpicos de Verão de 2016 - 800 m feminino

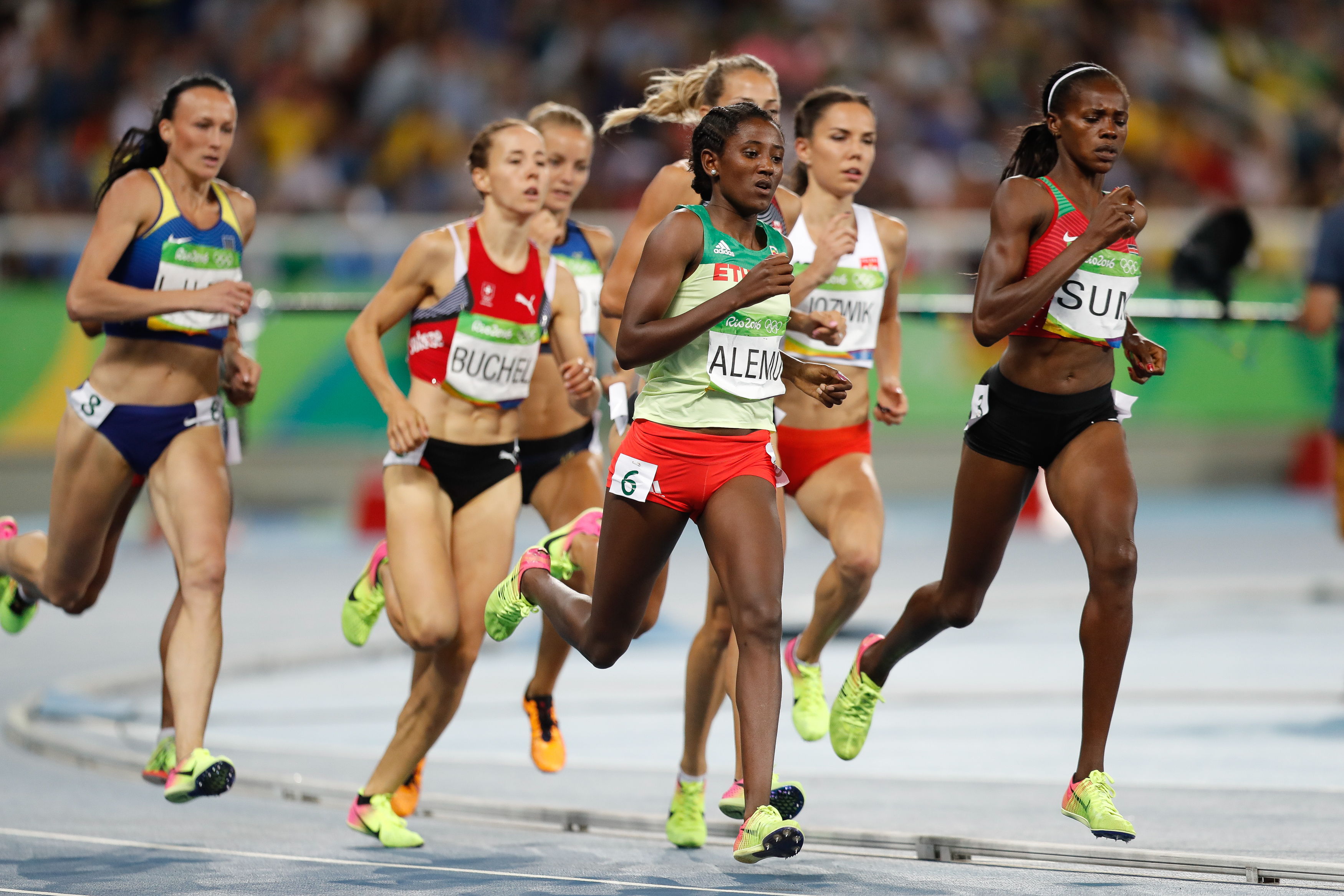
Atletas durante uma das baterias de semifinal.

A competição dos 800 metros rasos feminino do atletismo nos Jogos Olímpicos de Verão de 2016 aconteceu entre os dias 17 e 20 de agosto no Estádio Olímpico.

## Calendário
Horário local (UTC-3).
| Data                         | Horário | Fase          |
| ---------------------------- | ------- | ------------- |
| Quarta, 17 de agosto de 2016 | 10:55   | Eliminatórias |
| Quinta, 18 de agosto de 2016 | 21:15   | Semifinais    |
| Sabado, 20 de agosto de 2016 | 21:15   | Final         |

## Medalhistas
| Ouro   | RSA Caster Semenya     |
| Prata  | BDI Francine Niyonsaba |
| Bronze | KEN Margaret Wambui    |

## Recordes
Antes desta competição, os recordes mundiais e olímpicos da prova eram os seguintes:
| Tipo | Atleta                | Tempo   | Local   | Data                |
| ---- | --------------------- | ------- | ------- | ------------------- |
|      | Jarmila Kratochvílová | 1:53.28 | Munique | 26 de julho de 1983 |
|      | Nadezhda Olizarenko   | 1:53.43 | Moscou  | 27 de julho de 1980 |

## Resultados

### Eliminatórias
Qualificação: Os primeiros 2 em cada bateria (Q) e os 8 mais rápidos (q) avançam para as semifinais.

#### Bateria 1
| Pos. | Raia | Atleta             | CON               | Tempo   | Notas |
| ---- | ---- | ------------------ | ----------------- | ------- | ----- |
| 1    | 4    | Lynsey Sharp       | GBR Grã-Bretanha  | 2:00.83 | Q     |
| 2    | 1    | Amela Terzić       | SRB Sérvia        | 2:00.99 | Q,    |
| 3    | 6    | Sahily Diago       | CUB Cuba          | 2:01.38 |       |
| 4    | 8    | Angela Petty       | NZL Nova Zelândia | 2:02.40 |       |
| 5    | 7    | Justine Fedronic   | FRA França        | 2:02.73 |       |
| 6    | 2    | Olha Lyakhova      | UKR Ucrânia       | 2:03.02 |       |
| 7    | 3    | Florina Pierdevară | ROU Romênia       | 2:03.32 |       |
| 8    | 5    | Ciara Everard      | IRL Irlanda       | 2:07.91 |       |

#### Bateria 2
| Pos. | Raia | Atleta                | CON                               | Tempo   | Notas |
| ---- | ---- | --------------------- | --------------------------------- | ------- | ----- |
| 1    | 4    | Caster Semenya        | RSA África do Sul                 | 1:59.31 | Q     |
| 2    | 8    | Ajeé Wilson           | USA Estados Unidos                | 1:59.44 | Q,    |
| 3    | 5    | Shelayna Oskan-Clarke | GBR Grã-Bretanha                  | 1:59.67 | q     |
| 4    | 3    | Wang Chunyu           | CHN China                         | 1:59.93 | q,    |
| 5    | 1    | Margarita Mukasheva   | KAZ Cazaquistão                   | 2:00.97 |       |
| 6    | 2    | Claudia Bobocea       | ROU Romênia                       | 2:03.75 |       |
| 7    | 7a   | Rose Lokonyen         | ROT Equipe Olímpica de Refugiados | 2:16.64 |       |
| 8    | 7b   | Houleye Ba            | MTN Mauritânia                    | 2:43.52 |       |
| –    | 6    | Rababe Arafi          | MAR Marrocos                      | DNF     |       |

#### Bateria 3
| Pos. | Raia | Atleta              | CON               | Tempo   | Notas                |
| ---- | ---- | ------------------- | ----------------- | ------- | -------------------- |
| 1    | 2    | Selina Büchel       | SUI Suíça         | 1:59.00 | Q,                   |
| 2    | 6    | Margaret Wambui     | KEN Quênia        | 1:59.66 | Q                    |
| 3    | 4    | Nataliya Pryshchepa | UKR Ucrânia       | 1:59.80 | q                    |
| 4    | 7    | Gudaf Tsegay        | ETH Etiópia       | 2:00.13 |                      |
| 5    | 5    | Sifan Hassan        | NED Países Baixos | 2:00.27 | Recorde da temporada |
| 6    | 3    | Tintu Lukka         | IND Índia         | 2:00.58 | Recorde da temporada |
| 7    | 8    | Selma Kajan         | AUS Austrália     | 2:05.20 |                      |
| 8    | 1    | Tsepang Sello       | LES Lesoto        | 2:10.22 |                      |

#### Bateria 4
| Pos. | Raia | Atleta              | CON              | Tempo   | Notas |
| ---- | ---- | ------------------- | ---------------- | ------- | ----- |
| 1    | 3    | Melissa Bishop      | CAN Canadá       | 1:58.38 | Q     |
| 2    | 4    | Maryna Arzamasova   | BLR Bielorrússia | 1:58.44 | Q,    |
| 3    | 5    | Habitam Alemu       | ETH Etiópia      | 1:58.99 | q,    |
| 4    | 7    | Noélie Yarigo       | BEN Benim        | 1:59.12 | q     |
| 5    | 2    | Halimah Nakaayi     | UGA Uganda       | 1:59.78 | q,    |
| 6    | 8    | Aníta Hinriksdóttir | ISL Islândia     | 2:00.14 |       |
| 7    | 1    | Christina Hering    | GER Alemanha     | 2:01.04 |       |
| 8    | 6    | Fatma El Sharnouby  | EGY Egito        | 2:21.24 |       |

#### Bateria 5
| Pos. | Raia | Atleta          | CON                | Tempo   | Notas                |
| ---- | ---- | --------------- | ------------------ | ------- | -------------------- |
| 1    | 3    | Eunice Sum      | KEN Quênia         | 1:59.83 | Q                    |
| 2    | 2    | Nataliia Lupu   | UKR Ucrânia        | 1:59.91 | Q                    |
| 3    | 7    | Kate Grace      | USA Estados Unidos | 1:59.96 | q                    |
| 4    | 8    | Renée Eykens    | BEL Bélgica        | 2:00.00 | q,                   |
| 5    | 1    | Tigist Assefa   | ETH Etiópia        | 2:00.21 | Recorde da temporada |
| 6    | 6    | Winnie Nanyondo | UGA Uganda         | 2:02.77 |                      |
| 7    | 4    | Amina Bakhit    | SUD Sudão          | 2:07.65 |                      |
| 8    | 5    | Swe Li Myint    | MYA Mianmar        | 2:16.98 |                      |

#### Bateria 6
| Pos. | Raia | Atleta             | CON            | Tempo   | Notas                |
| ---- | ---- | ------------------ | -------------- | ------- | -------------------- |
| 1    | 3    | Angelika Cichocka  | POL Polônia    | 2:00.42 | Q                    |
| 2    | 1    | Yusneysi Santiusti | ITA Itália     | 2:00.45 | Q                    |
| 3    | 4    | Rose Mary Almanza  | CUB Cuba       | 2:00.50 |                      |
| 4    | 8    | Malika Akkaoui     | MAR Marrocos   | 2:00.52 |                      |
| 5    | 7    | Hedda Hynne        | NOR Noruega    | 2:01.64 |                      |
| 6    | 2    | Déborah Rodríguez  | URU Uruguai    | 2:01.86 | Recorde da temporada |
| 7    | 5    | Simoya Campbell    | JAM Jamaica    | 2:02.07 |                      |
| 8    | 6    | Charline Mathias   | LUX Luxemburgo | 2:09.30 |                      |

#### Bateria 7
| Pos. | Raia | Atleta           | CON          | Tempo   | Notas                |
| ---- | ---- | ---------------- | ------------ | ------- | -------------------- |
| 1    | 1    | Joanna Jóźwik    | POL Polônia  | 2:01.58 | Q                    |
| 2    | 6    | Winny Chebet     | KEN Quênia   | 2:01.65 | Q                    |
| 3    | 8    | Esther Guerrero  | ESP Espanha  | 2:01.85 |                      |
| 4    | 4    | Lisneidy Veitia  | CUB Cuba     | 2:02.10 |                      |
| 5    | 2    | Rénelle Lamote   | FRA França   | 2:02.19 |                      |
| 6    | 5    | Eglė Balčiūnaitė | LTU Lituânia | 2:02.98 | Recorde da temporada |
| 7    | 7    | Kenia Sinclair   | JAM Jamaica  | 2:03.76 |                      |
| 8    | 3    | Flávia de Lima   | BRA Brasil   | 2:03.78 | Recorde da temporada |

#### Bateria 8
| Pos. | Raia | Atleta                | CON                           | Tempo   | Notas                |
| ---- | ---- | --------------------- | ----------------------------- | ------- | -------------------- |
| 1    | 4    | Francine Niyonsaba    | BDI Burundi                   | 1:59.84 | Q                    |
| 2    | 5    | Lovisa Lindh          | SWE Suécia                    | 2:00.04 | Q,                   |
| 3    | 8    | Natoya Goule          | JAM Jamaica                   | 2:00.49 |                      |
| 4    | 3    | Lucia Hrivnák Klocová | SVK Eslováquia                | 2:00.57 | Recorde da temporada |
| 5    | 7    | Yuliya Karol          | BLR Bielorrússia              | 2:01.09 | Recorde pessoal      |
| 6    | 2    | Chrishuna Williams    | USA Estados Unidos            | 2:01.19 |                      |
| 7    | 1    | Fabienne Kohlmann     | GER Alemanha                  | 2:05.36 |                      |
| 8    | 6    | Elisabeth Mandaba     | CAF República Centro-Africana | 2:11.70 | Recorde nacional     |

### Semifinais
Qualificação: 2 primeiros de cada bateira (Q), mais os 2 melhores tempos (q) foram classificados a final.

#### Semifinal 1
| Pos. | Raia | Atleta              | CON                | Tempo   | Notas |
| ---- | ---- | ------------------- | ------------------ | ------- | ----- |
| 1    | 3    | Margaret Wambui     | KEN Quênia         | 1:58.71 | Q     |
| 2    | 6    | Francine Niyonsaba  | BDI Burundi        | 1:59.09 | Q     |
| 3    | 7    | Ajeé Wilson         | USA Estados Unidos | 1:59.25 |       |
| 4    | 4    | Nataliya Pryshchepa | UKR Ucrânia        | 1:59.45 |       |
| 5    | 1    | Renée Eykens        | BEL Bélgica        | 1:59.95 |       |
| 6    | 8    | Halimah Nakaayi     | UGA Uganda         | 2:00.13 |       |
| 7    | 2    | Yusneysi Santiusti  | ITA Itália         | 2:00.30 |       |
| 8    | 5    | Angelika Cichocka   | POL Polônia        | 2:00.79 |       |

#### Semifinal 2
| Pos. | Raia | Atleta                | CON              | Tempo   | Notas                |
| ---- | ---- | --------------------- | ---------------- | ------- | -------------------- |
| 1    | 1    | Joanna Jóźwik         | POL Polônia      | 1:58.43 | Q,                   |
| 2    | 4    | Melissa Bishop        | CAN Canadá       | 1:58.55 | Q                    |
| 3    | 5    | Selina Büchel         | SUI Suíça        | 1:58.85 |                      |
| 4    | 2    | Lovisa Lindh          | SWE Suécia       | 1:58.91 | Recorde pessoal      |
| 5    | 7    | Shelayna Oskan-Clarke | GBR Grã-Bretanha | 1:58.95 | Recorde da temporada |
| 6    | 6    | Habitam Alemu         | ETH Etiópia      | 1:59.57 |                      |
| 7    | 3    | Eunice Sum            | KEN Quênia       | 2:00.38 |                      |
| 8    | 8    | Nataliia Lupu         | UKR Ucrânia      | 2:01.60 |                      |

#### Semifinal 3

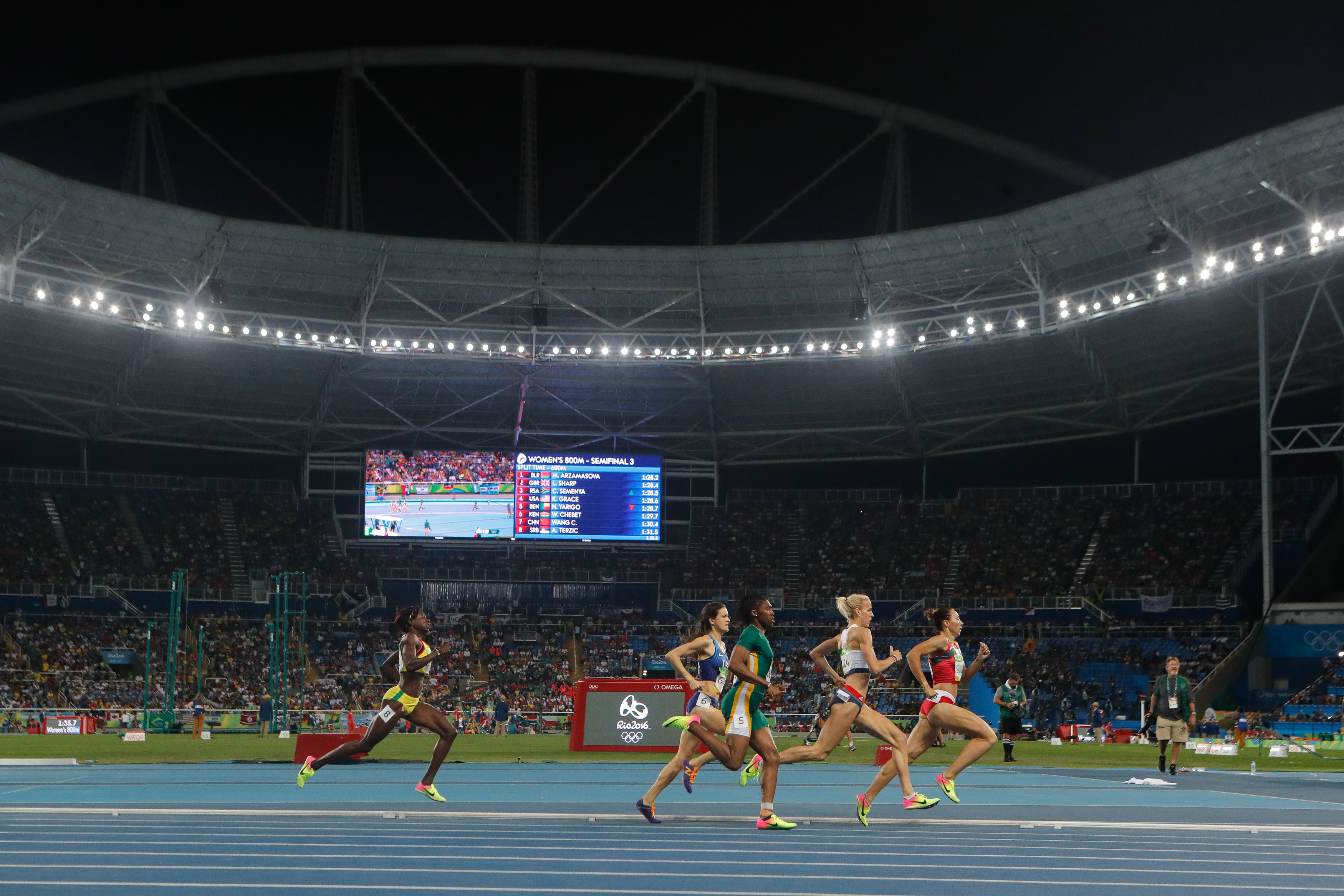
Disputa da bateria semifinal 3.

| Pos. | Raia | Atleta            | CON                | Tempo   | Notas |
| ---- | ---- | ----------------- | ------------------ | ------- | ----- |
| 1    | 5    | Caster Semenya    | RSA África do Sul  | 1:57.65 | Q     |
| 2    | 4    | Lynsey Sharp      | GBR Grã-Bretanha   | 1:58.15 | Q     |
| 3    | 6    | Kate Grace        | USA Estados Unidos | 1:58.29 | q,    |
| 4    | 3    | Maryna Arzamasova | BLR Bielorrússia   | 1:58.37 | q     |
| 5    | 8    | Noélie Yarigo     | BEN Benim          | 1:59.28 |       |
| 6    | 7    | Winny Chebet      | KEN Quênia         | 2:01.40 |       |
| 7    | 2    | Amela Terzić      | SRB Sérvia         | 2:03.31 |       |
| 8    | 1    | Wang Chunyu       | CHN China          | 2:03.65 |       |

### Final
| Pos.              | Raia | Atleta             | CON                | Tempo   | Notas            |
| ----------------- | ---- | ------------------ | ------------------ | ------- | ---------------- |
| Medalha de ouro   | 3    | Caster Semenya     | RSA África do Sul  | 1:54.78 | Recorde nacional |
| Medalha de prata  | 5    | Francine Niyonsaba | BDI Burundi        | 1:55.99 |                  |
| Medalha de bronze | 4    | Margaret Wambui    | KEN Quênia         | 1:56.39 | Recorde pessoal  |
| 4                 | 6    | Melissa Bishop     | CAN Canadá         | 1:56.52 | Recorde nacional |
| 5                 | 2    | Joanna Jóźwik      | POL Polônia        | 1:56.87 | Recorde nacional |
| 6                 | 7    | Lynsey Sharp       | GBR Grã-Bretanha   | 1:57.19 | Recorde pessoal  |
| 7                 | 8    | Maryna Arzamasova  | BLR Bielorrússia   | 1:58.60 |                  |
| 8                 | 1    | Kate Grace         | USA Estados Unidos | 1:59.07 |                  |

Legenda
| Recorde mundial      | Recorde mundial (World record)               |                       | Recorde africano                      | Recorde africano (African) |                                           | Q | Classificado por posição (Qualified) |
| Recorde olímpico     | Recorde olímpico (Olympic record)            | Recorde da América    | Recorde da América (Americas)         | q                          | Classificado por melhor tempo (Qualified) |   |                                      |
| Melhor marca do ano  | Melhor marca do ano (World leading)          | Recorde asiático      | Recorde asiático (Asian)              | DNS                        | Não largou (Did not start)                |   |                                      |
| Recorde nacional     | Recorde nacional (National record)           | Recorde europeu       | Recorde europeu (European)            | DNF                        | Não terminou (Did not finish)             |   |                                      |
| Recorde pessoal      | Recorde pessoal do atleta (Personal best)    | Recorde da Oceania    | Recorde da Oceania (Oceania)          | DSQ / DQ                   | Desclassificado (Disqualified)            |   |                                      |
| Recorde da temporada | Recorde da temporada do atleta (Season best) | Recorde sul-americano | Recorde sul-americano (South America) | NM                         | Sem marca (No mark)                       |   |                                      |